# Ilíberis
Ilíberis o Iliberri fue una ciudad o núcleo de población de origen ibérico, que tuvo su apogeo en época romana y acabó desapareciendo antes de la creación de al-Ándalus. Su situación exacta fue objeto de disputa, al haberse planteado como posibles ubicaciones tanto la ciudad de Granada como la de Medina Elvira, situada a unos 10 kilómetros de aquella, aunque actualmente parece suficientemente documentada su situación germinal en el terreno que ocupa el barrio del Albaicín.

## Toponimia
Se ha planteado el posible origen vasco del topónimo Iliberri, dado que contiene el sufijo -berri tan frecuente en el euskera. Así, se ha postulado que Iliberri corresponda al vasco iri-berri (pueblo nuevo), lo que podría evidenciar la relación entre el íbero y el euskera, aunque esta tesis se encuentra aún en discusión. Según la doctrina dominante, el topónimo tiene un origen ibérico y procede de il-iber-is, presentando el prefijo il-, muy frecuente en topónimos ibéricos (Illunum, Ilipa, Ilurcis, Iliturgi, Ilurbida, Ilarcuris), y la raíz iber, identificada como el nombre que los íberos dieron al río Ebro, así como con los propios íberos. No obstante, hay que indicar que iber probablemente procede del vasco ibar, que significa "río", lo que llama la atención teniendo en cuenta que los íberos llamaron iber a un río y que otros topónimos ibéricos que contienen esa partícula, además de Iliberri, están situados junto a ríos. Julio Caro Baroja señala Iliberri como "ciudad nueva", proveniente probablemente del íbero, y más que probablemente de la misma familia que el vasco y el aquitano antiguo.

## Historia
Existen datos documentales y arqueológicos sobre la ciudad desde el siglo VII a. C. hasta la Alta Edad Media.

### Eloppidumibérico

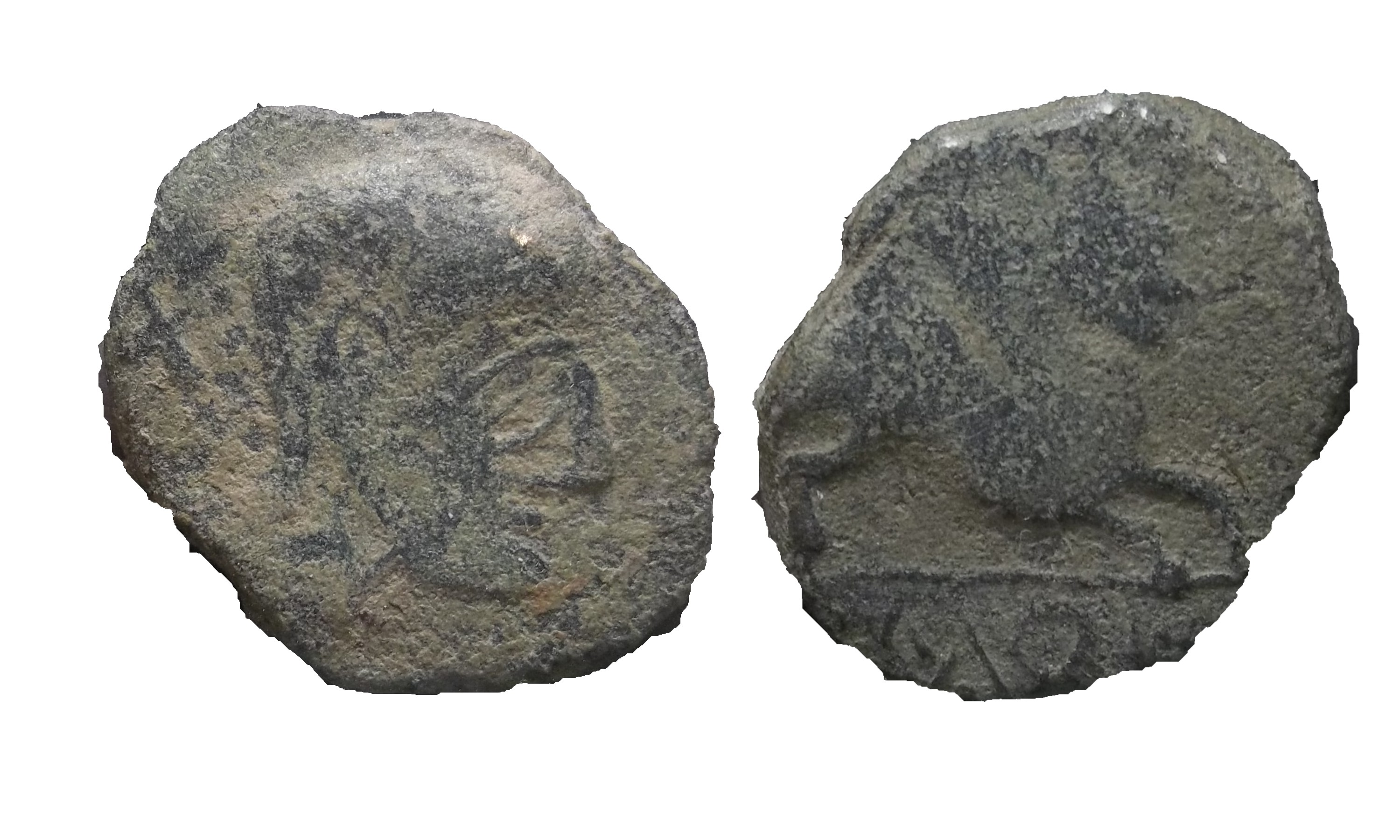
As íbero acuñado en el oppidum de Ilturir (Florentia Iliberritana)

Entre los siglos V y IV a. C. se produce el apogeo de la cultura ibérica, con una clara prosperidad en las zonas de la actual Alta Andalucía, que da lugar a la consolidación de importantes núcleos urbanos. En esta época, en el área del valle del Genil, hay dos ciudades que se disputan el control de su vega alta: Ilurco, emplazada en el Cerro de los Infantes (Pinos Puente), que ya existía en época prehistórica, e Iliberri, cuya fundación más probable pueda datarse en la primera mitad del siglo VII a. C., según las más recientes excavaciones. En su origen, esta última, se organizó como un oppidum que debía ocupar unas seis hectáreas, situado en la cima de una colina, en la margen derecha del río Darro, donde hoy en día está el barrio del Albaicín, con núcleo entre el mirador de San Nicolás y la plaza de San Miguel Bajo. Su nombre era Ilturir y estaba rodeada de una muralla que fue ampliada en el siglo VI a. C. como consecuencia del crecimiento urbanístico. Los tramos excavados de la muralla permiten asignarle grosores entre 3 y 7,5 m por unos 4 de altura. Se conoce también la ubicación de su necrópolis, extramuros y junto al río. En el siglo IV o III a. C., antes de la llegada de los romanos, la ciudad cambia su nombre por Iliberri y queda incluida en el área controlada por los bastetanos y, desde una perspectiva más económica que militar, por los cartagineses.

### Municipium Florentinum Iliberitanum
En el siglo III a. C., como consecuencia de la primera guerra púnica, Amílcar Barca y su yerno Asdrúbal inician, a partir de 237 a. C., un control militar de todo el valle del Guadalquivir, que incluyó a Ilíberis. Sin embargo, la derrota definitiva de Cartago en la segunda guerra púnica abrió las puertas de la ciudad a los romanos. Algunos autores indican, basándose en Tito Livio, que las tropas de Lucio Emilio Paulo Macedónico fueron derrotadas en Ilurco hacia el año 190 a. C. antes de que Tiberio Sempronio Graco conquistara toda la zona hacia 180 a. C. Es necesario indicar que, otros autores consideran que la sumisión del oppidum se produjo bastante antes, hacia el 197 a. C. o el 206 a. C. En cualquier caso, se ha señalado que la posición de Ilíberis hacia Roma no debió ser muy hostil, por cuanto se conocen ya acuñaciones de moneda dentro del sistema uncial romano en la primera mitad del siglo II a. C.
Ilíberis, incluida en la Hispania Ulterior, obtuvo de César el estatuto de municipio con el nombre de Municipium Florentinum Iliberitanum, de forma que las fuentes romanas de los siglos siguientes, la citan casi siempre como Florentia. Más tarde quedó englobada en la Bética y, finalmente, hacia el siglo I d. C., incorporada al Conventus Astigitanus. Se sabe, también, que la ciudad dio a Roma tres senadores y un cónsul, así como que, en el año 304, se celebró en Ilíberis un Concilio católico. Para algunos autores, se trató de una ciudad de gran relevancia, que se deduce de los hallazgos arqueológicos fragmentarios, como capiteles, solerías, esculturas u otras piezas, realizados en distintas épocas.
Pero, así como de la época íbera existen un gran número de datos arqueológicos que sitúan la ciudad en un lugar concreto, de la época romana, y más considerando la importancia que pareció tener y su carácter de municipio, apenas existen registros que permitan secuenciar el paso desde el oppidum ibérico a la ciudad musulmana. Aparte de la relación epigráfica de ilustres y de las referencias al Concilio del año 304, no se dispone de más información sobre la ciudad entre el inicio y la caída del Imperio romano.

### Épocas tardorromana y visigoda

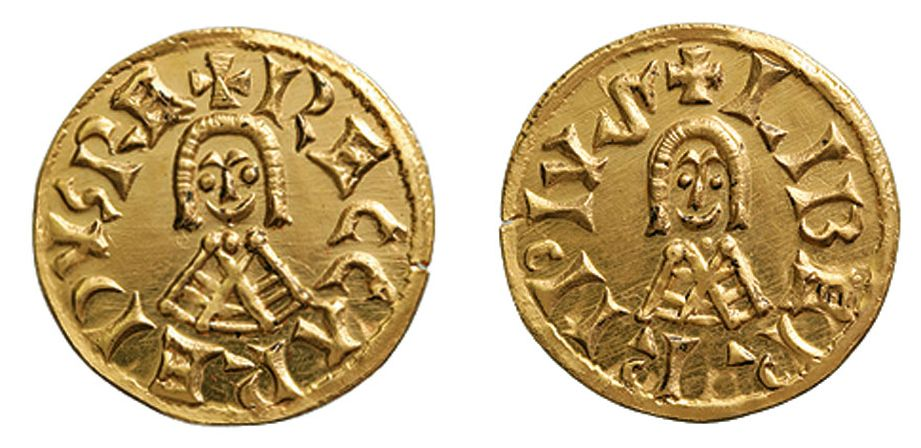
Imitación moderna de un tremís acuñado en Ilíberis durante el reinado de Recaredo I.

La información disponible sobre este período es, si cabe, más escasa aún. Se sabe que Ilíberis tuvo ceca, debido a las acuñaciones de monedas en tiempos visigodos, desde el reinado de Recaredo I hasta el de Witiza; es decir, entre los siglos VI y VIII. También se sabe que mantenía una estructura eclesiástica, pues enviaba representantes a los concilios, como el de Toledo de 693. La arqueología no ha revelado material de importancia de la época tardorromana y visigoda, lo que puede significar que la ciudad perdió población y entró en decadencia, hasta quedar despoblada. Ello es congruente con el hecho de que, a la llegada de los árabes, la ciudad situada en la colina del Albaicín careciera de relevancia hasta el punto de que éstos optaron por el asentamiento de Medina Elvira. Sin embargo algunos autores mantienen que, aún reconociendo la pérdida de población hacia el siglo VIII, la ciudad nunca llegó a despoblarse, existiendo por tanto continuidad entre Ilíberis y la Granada musulmana, teoría apoyada básicamente en un calendario cordobés, conocido como Calendario de Recemundo, del año 961, que hace referencia a una celebración en la "civitate Granata".

## La ubicación de la ciudad romana
Tal como indica el profesor Roldán Hervás: 

"La historia de la ciudad romana de Iliberri y, en consecuencia, el conocimiento de sus restos arqueológicos, está unida a la vieja y larga polémica entre los que identifican Iliberri con Granada y los que sitúan la ciudad romana cerca de Atarfe, al pie de Sierra Elvira, nombre sin discusión directamente heredero del de Iliberri, al que sustituye, desde época tardo-romana, en tiempos visigodos y durante la dominación musulmana, con variantes: Eliberi, Eliberri, Elibirri, Ilibira, Elvira"

 Desde muy pronto, se desarrolló una corriente de pensamiento científico dirigida a relacionar el oppidum ibérico conocido con la ciudad romana, inicialmente con una fuerte carga ideológica, cuya finalidad era mostrar una continuidad en la ciudad entre el catolicismo romano-visigodo y la reconquista por Castilla.
En 1540, se encontraron en el Albaicín los primeros vestigios romanos, que se repitieron con cierta frecuencia a lo largo del siglo XVII. En 1754, Juan de Flores, racionero de la catedral, sacó a la luz grandes descubrimientos, incluidas planchas con inscripciones referentes al concilio de Ilíberis, piezas romanas y grandes restos de edificios que se atribuyeron al foro de la ciudad. Gran parte de ello resultó ser un montaje fraudulento (aunque sí que llegó a encontrar piezas romanas auténticas) y, en 1774, Flores y sus colaboradores fueron convictos y condenados a varios años de cárcel. La sentencia ordenó, además, terraplenar el lugar de los supuestos hallazgos. A pesar del fraude, durante dos siglos se mantuvo la idea de la existencia de restos de un foro romano en el Albaicín y así lo recogen autores del XIX, como Manuel Gómez-Moreno, o del XX, como Fernando Molina González, Margarita Orfila, Manuel Sotomayor y otros. Sin embargo, excavaciones recientes realizadas en los lugares indicados, no sólo no aportaron resto alguno del foro, sino que establecieron una ocupación no anterior al siglo XVII.
Ello no obsta para que, en el Albaicín, se hayan excavado restos claramente romanos, en algunos casos de gran relevancia arquitectónica, como es el caso del callejón de los Negros, que estaba fuera del perímetro original del oppidum ibérico. Igualmente, ha quedado constatada en recientes excavaciones arqueológicas (realizadas durante las labores de rehabilitación y restauración de la muralla zirí en 2017) la existencia de un recinto murado de época romana e ibérica en el entorno de la Puerta de las Pesas y de la Ermita de San Cecilio. Se han excavado igualmente necrópolis, aunque de reducido tamaño, y un buen número de villas. Pero, aunque todo ello demuestra una incuestionable presencia romana, "hay una disociación clara entre los datos históricos que tenemos sobre Ilíberis y los iliberitanos (...) y sus restos arqueológicos". La importancia de la ciudad que dio cuna a senadores y cónsules, y albergó un concilio, no se corresponde con los datos aportados por las excavaciones. Ello ha llevado a algunos autores a plantear que Ilíberri-Florentia-Ilíberis fue, básicamente, una ciudad ibérica y que, quizás derivado de su sumisión a Roma mediante un acuerdo pacífico, esta respetó, con carácter general, su estructura de oppidum.
La disputa, por tanto, aún no está resuelta, quedando abiertas todas las hipótesis de trabajo.